# Михайло Марія Павлівна
Марія Павлівна Миха́йло (нар. 10 жовтня 1932, Нова Диканька — пом. 20 жовтня 2006, Решетилівка) — українська килимарниця. Заслужений майстер народної творчості УРСР з 1982 року.

## Біографія
Народилася 10 жовтня 1932 року в селі Новій Диканці (тепер Полтавський район Полтавської області, Україна). 1948 року закінчила Решетилівську школу майстрів художніх промислів.
Протягом 1948–1995 років працювала на Решетилівській фабриці художніх виробів. Померла в Решетилівці 20 жовтня 2006 року.

## Творчість
Виготовляла килими з рослинним орнаментом і сюжетні гобелени за ескізами професійних художників, зокрема Надії Бабенко, Олени Владимирової, Володимира Геращенка, Степана Джуса, Людмили Жоголь, Олександра Зубкова, Олександра Кищенка, Надії Клейн, Івана та Марії Литовченків, Олега Машкевича, Григорія Мороза, Володимира Прядки, Олександра Саєнка, Леоніда Товстухи. Серед робіт:
- «Урожай» (1969);
- «Гімн життю» (1969);
- «Малиновий цвіт» (1970);
- «Денні зорі» (1970);
- «Казки» (1970);
- «Музами натхнений» (1971);
- «Осінь» (1972);
- «Стельмахові роси» (1972);
- «Цвітіння землі» (1972);
- «Легенда про партизан» (1972);
- «Зима» (1972);
- «Іван Попович» (1973);
- «Спорт» (1973);
- «Старе місто Харків» (1973);
- «Сталевари» (1974);
- «Таврида» (1975);
- «Квіти» (1975);
- «Віночок» (1976);
- «Херсон під водою» (1977);
- «Море» (1977);
- «Квіти України» (1977);
- «Дощик» (1977);
- «Земля в цвіту» (1978);
- «Моє місто» (1978);
- «Збір урожаю» (1980);
- «Осінь» (1980);
- «Літо» (1980);
- «Весна» (1980);
- «Козак Мамай» (1980);
- «Весняні квіти» (1980);
- «Зима» (1981);
- «Вінок Лесі Українки» (1981);
- «Рівне» (1982);
- «Спорт» (1983);
- «Україна» (1983);
- «Горобина осіння» (1983);
- «Золота рибка» (1983);
- «Квітуча земля» (1984);
- «Золота нива» (1984);
- «Слова Черкащини» (1984);
- «Родовідне дерево» (1985);
- «Святкування перемоги» (1985);
- «Був місяць травень» (1985);
- «Ранок у лісі» (1985);
- «На городі верба рясна» (1985);
- «Червона рута» (1986);
- «Осінні трави» (1986);
- «Святкування» (1986);
- «Лютий» (1986);
- «Море» (1986);
- «Українські мотиви» (1986);
- «Земля Волинська» (1987);
- «Музика» (1987);
- «Кримські троянди» (1987);
- «Кременчук» (1987);
- «Свято» (1987);
- «Квіти землі. Плоди землі» (1987);
- «Голуби» (1987);
- «Рідна земля» (1988);
- «Симеїз» (1988);
- «Джерела слов'янської писемності» (1989);
- «Лелеки» (1989);
- «Думи мої» (1989);
- «Перша і остання трава» (1989);
- триптих — «Бандура», «Балалайка», «Скрипка» (1989);
- «Простори Подолії» (1990);
- «День Перемоги» (1990);
- «Іван Котляревський» (1990);
- «Квіти щастя» (1991);
- «Лани України» (1991);
- триптих «Зима», «Щасливе дитинство», «Одруження» (1991);
- «Радість весни» (1994).

З 1978 року брала участь у всеукраїнських та зарубіжних мистецьких виставках.